# Cratere Razeka
Razeka è un cratere sulla superficie di Cerere.